# Фридштейн, Герман Самуилович
Герман Самуилович Фридштейн (25 ноября 1911, Санкт-Петербург — 9 октября 2001) — советский и российский шахматист, мастер спорта СССР (1945); международный арбитр (1965). Шахматный теоретик и литератор. Инженер-механик. Судья всесоюзной категории (1963). Представлял общество «Буревестник» (Москва).

## Биография
Чемпион ДСО «Труд» (1947 и 1952). Участник 7 полуфиналов личных и 3 финалов командных чемпионатов СССР, 8 чемпионатов Москвы (лучший результат: 5-е место (1957), матча Москва — Ленинград (1960). Автор многих работ по теории шахмат.

## Книги
- Шахматы за 1962, М., 1964;
- Защита Пирца-Уфимцева. — М.: Физкультура и спорт, 1980. — 192 с. — (Теория дебютов). — 75 000 экз.
- Moderne Verteidigung, Hdlb., 1981;
- Pirc—Ufimzev Verteidigung, Hdlb., 1981.